# Lijn5

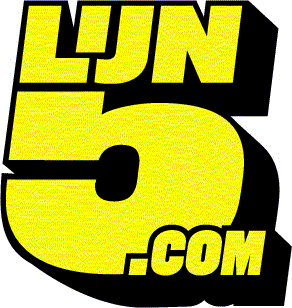
Lijn5 logo

Lijn5 is een Nederlands muzikaal radioprogramma met de nadruk op hiphop, dat iedere avond werd uitgezonden door de NPS op Radio 5. In 2008 verhuisde men naar FunX. Naast Nederlandse en internationale hiphop zenden de diverse programma's van Lijn5 een mix uit van urbanmuziek: r&b, soul, funk, reggae, reggaeton, dancehall, grime, future dub en dubstep.
Lijn5 wil de doelgroep op de hoogte houden van nieuws en ontwikkelingen binnen de hiphopcultuur door middel van interviews met beginnende en gevestigde artiesten. Het programma behandelt ook maatschappelijke, politieke en multiculturele onderwerpen.

## Programma's
- Future Vintage - met Melodee, Tom Trago & Radna Rumping.

In samenwerking met het platenlabel Kindred Spirits; het programma omvat genres als jazz, hiphop, afrobeat, deephouse, soul, funk, disco, en brazil.
- Wat Anders - met Jiggy Djé en Venz.

hiphop
- Dus Dat - met Farid, Junte en Hadjar.

Discussies, cultuurtips en gasten uit de Nederlandse muziekwereld.
- Spoken - met Manu.

Actualiteiten uitgediept aan de hand van interviews en aansluitende hiphop-, soul-, funk- en jazzliedjes.
- Jamrock - met DJ Waxfiend en RollaRocka.

dancehall/reggae
- Classic Material - met Deams en All Star Fresh.

hiphop
- Hardt - met Zarayda.

Nieuwe r&b- en hiphopplaten en interview met een gast.
- Selector - met The Flexican, Breakbaar en wisselende gast-dj's.
- The Soul - met Big Boy Caprice.

Nieuwe en oude soul.
- Viral Radio - met Juha van 't Zelfde en Cinnaman.